# Paál Árpád (botanikus)
Bethlenfalvi Paál Árpád, Paál Árpád Antal István (Budapest, 1889. április 15. – Budapest, 1943. április 9.) botanikus, növényfiziológus, egyetemi tanár. A növényi hormonok élettani jelentőségének világviszonylatban is első kutatói közé tartozott.

## Életútja
Paál Árpád és Dávid Anna fia. A budapesti tudományegyetemen szerezte meg bölcsészdoktori oklevelét 1911-ben, amelyet 1912-ben tanári képesítéssel egészített ki. 1912-től 1914-től további tanulmányokat folytatott Európa több egyetemén (Bécs, Nápoly, Lipcse). 1915-től 1921-ig a földművelésügyi minisztérium szervezeti kereteibe tartozó Növényélet- és Kórtani Állomáson alkalmazták mint fizetés nélküli, majd rendes asszisztenst. Ezzel párhuzamosan 1918-ban magántanári képesítést szerzett a fővárosi tudományegyetemen „A növények érzékenysége és mozgása” című tárgykörből. Később véglegesítették az oktatási intézményben, 1922 és 1928 között adjunktusként tanított, majd 1929-től haláláig az általános növénytani tanszék vezetője, egyúttal az általános és rendszeres növénytani intézet igazgatója volt nyilvános rendes tanári címmel. Halálát szívizom-elfajulás, szívkoszorúér-elmeszesedés okozta. Felesége Solt Mária Jozefa volt.

## Munkássága
A magyarországi növényélettani kutatások korai történetének meghatározó alakja volt. Főbb kutatási területei a növényi hormonműködés, az ingerületélettan sejtszintű folyamatai voltak. Behatóan foglalkozott a fototropikus ingervezetéssel, azaz a növények fény hatására történő görbüléses mozgásjelenségével, és leírta az auxin fitohormon, illetve egyenlőtlen megoszlásának a folyamatra gyakorolt hatásmechanizmusát.
Szervezőmunkájának volt köszönhető az első haza növényélettani intézet megalakítása. Részt vett a Magyar Természettudományi Társulat munkájában, 1935–1938-ban a választmány tagja, 1937-től 1940-ig pedig az egyetemes szakosztály alapító elnöke volt.

## Főbb művei
- A légritkítás hatása a geotropikus ingerfolyamatra. Budapest. 1911.
- Növény-sejttan. Budapest. 1937.
- Növény-szövettan. Budapest. 1939.
- Növénymorfológia. Budapest. 1941.